# Delfino Cinelli
Delfino Cinelli (Signa, 16 agosto 1889 – Siena, 1º maggio 1942) è stato uno scrittore e traduttore italiano.

## Biografia
Figlio di Oreste Cinelli, industriale di Signa produttore di cappelli in paglia, e di Diomira Bellini, si occupò dell'industria di famiglia fino alla soglia dei quarant'anni, quando iniziò a scrivere. In meno di vent'anni pubblicò una quindicina di libri per alcune delle principali case editrici dell'epoca (Arnoldo Mondadori Editore, Treves, Vallecchi). Scrisse i suoi racconti sul Corriere della Sera, Nuova Antologia e altre testate. Il suo principale successo di pubblico fu il romanzo d'esordio La trappola, uscito nel 1928; fu tradotto dall'autore stesso in inglese e pubblicato da The John Day Company di New York nel 1930, ma non ebbe buone recensioni ed è rimasta la sua unica opera in questa lingua.
Insieme a Elio Vittorini tradusse per Mondadori molti racconti di Edgar Allan Poe.
Da un paio di suoi scritti sono stati tratti dei film che vedono come protagonista l'attrice Doris Duranti: Tragica notte (basato sul romanzo La trappola), diretto da Mario Soldati nel 1942 e Calafuria, diretto da Flavio Calzavara nel 1943.

## Opere
- Nove novene, ed. L'Eroica, Milano, 1926
- La trappola, ed. L'Eroica, Milano, 1928
- Teatro per i giovani, ed. L'eroica, Milano, 1928-1929
- Calafuria, ed. L'Eroica, Milano, 1929
- Cinquemila lire, ed. Fratelli Treves, Milano, 1930
- La carriera di Riccardo Bonomini, ed. L'Eroica, Milano, 1930
- Maremma, ed. Nemi, Firenze, 1931
- Castiglion che Dio sol sa, ed. L'eroica, Milano, 1931
- Mio padre, ed. L'Eroica, Milano, 1932
- Raffiche sui grattacieli, ed. Treves, Milano, 1932
- Lucia, ed. Treves, Milano, 1933
- La trappola, ed. L'Eroica, Milano, 1934; Ecra, 2017 (ISBN 9788865582411); Divergenze, 2018 (ISBN 8831900005)
- Tolstoi, ed. L'Eroica, Milano, 1934
- Il miracolo del pane e del vino, ed. Treves, Milano, 1936
- Capitalismo suicida: America d'oggi, ed. Vallecchi, Firenze, 1938
- Campagna, ed. L'Eroica, Milano, 1939
- Rudi burgisser, ed. Libreria Del Teatro, Firenze, 1940
- Ardenza, ed. Arnoldo Mondadori, Milano, 1942

### Traduzioni
- Edgar Allan Poe, Il pozzo e il pendolo e altri racconti, traduzioni di Delfino Cinelli e Elio Vittorini
- Edgar Allan Poe, Racconti, traduzioni di Delfino Cinelli et al.
- Edgar Allan Poe, Racconti di enigmi, traduzioni di Delfino Cinelli, Vincenzo Mantovani, Elio Vittorini
- Edgar Allan Poe, Racconti del terrore, traduzioni di Delfino Cinelli e Elio Vittorini
- Edgar Allan Poe, Gordon Pym e altre storie, traduzioni di Delfino Cinelli e Elio Vittorini
- Edgar Allan Poe, Manoscritto trovato in una bottiglia, traduzione di Delfino Cinelli
- Edgar Allan Poe, Ligeia, traduzione di Delfino Cinelli
- Edgar Allan Poe, Lo scarabeo d'oro e altri racconti, traduzioni di Delfino Cinelli e Elio Vittorini
- Edgar Allan Poe, Racconti e arabeschi, traduzioni di Delfino Cinelli e Elio Vittorini
- Edgar Allan Poe, Hop-Frog, traduzione di Delfino Cinelli
- Edgar Allan Poe, Gli assassinii della Rue Morgue e altri racconti, traduzioni di Delfino Cinelli e Elio Vittorini
- Edgar Allan Poe, Una discesa nel Maelström, traduzione di Delfino Cinelli